# Osmanski napad na Vis 1571.
Osmanski napad na Vis je bila vojna operacija osmanskih pomorskih snaga. Dogodila se u danima poslije 15. kolovoza 1571. godine. Osmansku flotu predvodio je alžirski potkralj Uluz–Alija (Uluc-Ali, Uluč-Ali) i zapovjednik Valone Karakoz.:111.

## Uvodni događaji
Brodovlje kršćanske Svete lige okupilo se je u Messini. Kršćanske države okupile su se u savez koji je potaknuo papa Pio V. za pomoć Famagusti na Cipru koji je bio pod osmanskom opsadom. Konačni cilj kršćanske akcije bio je oslabiti osmansku moć na istočnom Sredozemlju. Listopada 1571. zbila se poslije glasovita Bitka kod Lepanta. Tako su brojna mora ostala slabo čuvana. 
To je iskoristio alžirski beg (gusari s Berberske obale u Alžiru) Uluz-Ali (Ali-paša) i zapovjednik Valone Karakoz te su svojim brodovima dojedrili u Jadran,:112.  zauzela Ulcinj, Bar i Budvu te zatim u južne hrvatske vode.:112.
U dubrovačkom pomorju naišli su na mletačku galiju kojim je zapovijedao soprakomit Francesco Tron i napali su ju. Progon je trajao do dubrovačke luke. Mlečani su se spasili nasilnim uplovljavanjem u luku, prekinuvši željezni lučki lanac. Uluz-Ali je zatražio da mu izruče Mlečića, no Dubrovačka Republika je odbila. Na to je Uluz-Alija otplovio 13. kolovoza ka Korčuli. 15. kolovoza napao je grad Korčulu.:112. Zbog kvalitetno organizirane obrane mještana predvođenih arhiđakonom Rozanovićem, snažnoj buri, a prema živoj vjeri u mjesnom katoličkom puku i zagovora Blažene Djevice Marije koja je svojim zagovorom očuvala Korčulu od osvajačkih osmanskih napada:112., osmanske snage su odustale. 
Otplovile su ka Hvaru i Visu koje su napale još istog dana, a napad je trajao nekoliko dana.:112. Hvar je pretrpio palež i pljačku.

## Zbivanja na Hvaru
Vis je tisućljećima imao strateški važnu ulogu zbog svog položaja nasred Jadrana. O napadu na Vis zna se iz pisanja fra Andrije Kačića Miošića.:112.